# Amkula
Amkula è una suddivisione dell'India, classificata come census town, di 5.936 abitanti, situata nel distretto di Bardhaman, nello stato federato del Bengala Occidentale. In base al numero di abitanti la città rientra nella classe V (da 5.000 a 9.999 persone).

## Geografia fisica
La città è situata a 23° 36' 58 N e 87° 04' 54 E.

## Società

### Evoluzione demografica
Al censimento del 2001 la popolazione di Amkula assommava a 5.936 persone, delle quali 3.487 maschi e 2.449 femmine. I bambini di età inferiore o uguale ai sei anni assommavano a 635, dei quali 338 maschi e 297 femmine. Infine, coloro che erano in grado di saper almeno leggere e scrivere erano 3.466, dei quali 2.332 maschi e 1.134 femmine.